# Шевеліно (Нижньогородська область)
Шевеліно (рос. Шевелино) — присілок в Воскресенському районі Нижньогородської області Російської Федерації.
Населення становить 8 осіб. Входить до складу муніципального утворення Богородська сільрада.

## Історія
Від 2009 року входить до складу муніципального утворення Богородська сільрада.

## Населення
| 1999 | 2002 | 2010 |
| ---- | ---- | ---- |
| 21   | ↘20  | ↘8   |